# Frei (Noruega)
Frei foi uma comuna do condado de Møre og Romsdal, Noruega, com 65 km² de área e 5 274 habitantes (censo de 2004). Em 1 de Janeiro de 2008, ela foi unida à comuna de Kristiansund, formando a atual comuna também com o nome de Kristiansund.